# Novara Calcio 1996-1997
Questa voce raccoglie le informazioni riguardanti il Novara Calcio nelle competizioni ufficiali della stagione 1996-1997.

## Avvenimenti
Nella stagione 1996-1997 il Novara disputa il quarto campionato di Serie C1 della sua storia, giungendo penultimo con 31 punti e retrocedendo in C2 dopo i play-out persi con un doppio pareggio con la Pistoiese. Si trattò di un'annata molto tribolata in cui le uniche note positive furono gli innesti di un paio di giovani difensori provenienti dalla primavera,il talentuoso Merlati in primis,che però non bastarono comunque a garantire la salvezza,incomprensioni tattiche e polemiche tra mister e giocatori fecero da cornice alla pessima annata,conclusasi con la retrocessione.

## Divise e sponsor
Il fornitore ufficiale di materiale tecnico per la stagione 1996-1997 fu Garman, mentre lo sponsor di maglia fu Frattini Rubinetterie.
| 1ª divisa | 2ª divisa |

## Organigramma societario
Area direttiva
- Presidente: Gianfranco Montipò (fino al 30 Settembre 1996) poi Carlo Manzetti
- Amministratore delegato: Walter Stipari
- Direttore sportivo: Luigi Abbate
- Segretari: Luigi Falzone e Lorella Matacera

Area tecnica
- Allenatori: Giancarlo Danova (fino al 3 dicembre 1996), poi Roberto Antonelli[2]

Area sanitaria
- Medici sociali: Carlo Airoldi e Gian Carlo Pessarelli
- Massaggiatore: Daniele Bollati

## Rosa
| N. |                   | Ruolo | Calciatore           |
| -- | ----------------- | ----- | -------------------- |
|    | Italia (bandiera) | P     | Cristian Bini        |
|    | Italia (bandiera) | P     | Manuel Ghizzardi     |
|    | Italia (bandiera) | P     | Andrea Foresti       |
|    | Italia (bandiera) | D     | Giuseppe Casabianca  |
|    | Italia (bandiera) | D     | Omar Danesi          |
|    | Italia (bandiera) | D     | Pier Mario Granzotto |
|    | Italia (bandiera) | D     | Massimiliano Ossari  |
|    | Italia (bandiera) | D     | Davide Merlati       |
|    | Italia (bandiera) | D     | Pierluigi Silvestro  |
|    | Italia (bandiera) | D     | Emanuele Tresoldi    |
|    | Italia (bandiera) | D     | Andrea Turato        |
|    | Italia (bandiera) | C     | Patrick Agazzone     |
|    | Italia (bandiera) | C     | Michele Biagianti    |
|    | Italia (bandiera) | C     | Roberto Cau          |
|    | Italia (bandiera) | C     | Carlo Cotroneo       |

| N. |                   | Ruolo | Calciatore         |
| -- | ----------------- | ----- | ------------------ |
|    | Italia (bandiera) | C     | Augusto Di Muri    |
|    | Italia (bandiera) | C     | Roberto Fantone    |
|    | Italia (bandiera) | C     | Mavillo Gheller    |
|    | Italia (bandiera) | C     | Gianluca Hervatin  |
|    | Italia (bandiera) | C     | Cristian Nicolini  |
|    | Italia (bandiera) | C     | Massimiliano Pani  |
|    | Italia (bandiera) | C     | Massimo Pellegrini |
|    | Italia (bandiera) | A     | Gianluca Coti      |
|    | Italia (bandiera) | A     | Andrea Giordano    |
|    | Italia (bandiera) | A     | Christian Guatteo  |
|    | Italia (bandiera) | A     | Vincenzo Lanotte   |
|    | Italia (bandiera) | A     | Salvatore Papaccio |
|    | Italia (bandiera) | A     | Battista Simonelli |
|    | Italia (bandiera) | A     | Giovanni Spinelli  |

## Risultati

### Serie C1

#### Girone d'andata
| Arbitro: | Silvestrini (Macerata) |

|           |           |             |
| Grabbi 7’ | Marcatori | 46’ Di Muri |

| Arbitro: | Castellani (Verona) |

|                                          |           |                         |
| M. Pellegrini 9’ Danesi 16’ Spinelli 45’ | Marcatori | 39’ (rig.), 90’ Putelli |

| Montevarchi 15 settembre 1996 3ª giornata | Montevarchi       | 0 – 0 | Novara | Stadio Gastone Brilli-Peri\| Arbitro: \| Mariani (Perugia) \| |
| Arbitro:                                  | Mariani (Perugia) |       |        |                                                               |

| Arbitro: | Pascariello (Lecce) |

|                             |           |                        |
| Coti 41’ (rig.) Gheller 90’ | Marcatori | 1’ Fiorio 69’ Bonavina |

| Arbitro: | Mandolito (Cosenza) |

|             |           |                |
| Benfari 24’ | Marcatori | 78’ Casabianca |

| Arbitro: | N. Ayroldi (Molfetta) |

|  |           |              |
|  | Marcatori | 30’ D. Russo |

| Como 20 ottobre 1996 7ª giornata | Como              | 0 – 0 | Novara | Stadio Giuseppe Sinigaglia\| Arbitro: \| Urbano (Carbonia) \| |
| Arbitro:                         | Urbano (Carbonia) |       |        |                                                               |

| Novara 27 ottobre 1996 8ª giornata | Novara           | 0 – 0 | Fiorenzuola | Stadio Comunale\| Arbitro: \| Bertini (Arezzo) \| |
| Arbitro:                           | Bertini (Arezzo) |       |             |                                                   |

| Arbitro: | Cardella (Torre del Greco) |

|                      |           |              |
| Materazzi 54’ (rig.) | Marcatori | 12’ Spinelli |

| Arbitro: | Paolo Gregoroni (Napoli) |

|               |           |                      |
| Simonelli 14’ | Marcatori | 45’ Falco 69’ Albino |

| Arbitro: | Pirrone (Messina) |

|                      |           |            |
| Simonetta 22’ (rig.) | Marcatori | 24’ Danesi |

| Arbitro: | Alvino (Salerno) |

|  |           |                       |
|  | Marcatori | 2’, 27’, 40’ Castelli |

| Arbitro: | Griselli (Livorno) |

|                  |           |  |
| Madonna 30’, 48’ | Marcatori |  |

| Arbitro: | Battaglia (Messina) |

|  |           |                |
|  | Marcatori | 19’ F. Cossato |

| Arbitro: | Alban (Bassano del Grappa) |

|             |           |  |
| Balesini 3’ | Marcatori |  |

| Arbitro: | Acronzio (Teramo) |

|  |           |               |
|  | Marcatori | 32’, 90’ Erba |

| Arbitro: | Papini (Perugia) |

|            |           |  |
| Lugnan 44’ | Marcatori |  |

#### Girone di ritorno
| Arbitro: | Pizzini (Verona) |

|                                 |           |             |
| Hervatin 59’ Lanotte 90’ (rig.) | Marcatori | 29’ Amoruso |

| Arbitro: | Cavuoti (Vasto) |

|                              |           |              |
| Fornaciari 47’ Gubellini 72’ | Marcatori | 71’ Giordano |

| Arbitro: | Cossero (Udine) |

|              |           |                  |
| Spinelli 86’ | Marcatori | 73’ C. Signorini |

| Arbitro: | Tullio (Avezzano) |

|            |           |  |
| Fiorio 30’ | Marcatori |  |

| Novara 16 febbraio 1997 22ª giornata | Novara                 | 0 – 0 | Carrarese | Stadio Comunale\| Arbitro: \| D'Agostini (Frosinone) \| |
| Arbitro:                             | D'Agostini (Frosinone) |       |           |                                                         |

| Pistoia 23 febbraio 1997 23ª giornata | Pistoiese           | 0 – 0 | Novara | Stadio Comunale\| Arbitro: \| Strazzera (Trapani) \| |
| Arbitro:                              | Strazzera (Trapani) |       |        |                                                      |

| Arbitro: | N. Ayroldi (Molfetta) |

|                               |           |  |
| Lanotte 70’ Ungari 73’ (aut.) | Marcatori |  |

| Fiorenzuola d'Arda 9 marzo 1997 25ª giornata | Fiorenzuola          | 0 – 0 | Novara | Stadio Comunale\| Arbitro: \| Castellin (Conselve) \| |
| Arbitro:                                     | Castellin (Conselve) |       |        |                                                       |

| Arbitro: | Pirrone (Messina) |

|              |           |  |
| Giordano 45’ | Marcatori |  |

| Arbitro: | Palmieri (Cosenza) |

|             |           |  |
| Lanzara 71’ | Marcatori |  |

| Arbitro: | Semeraro (Taranto) |

|             |           |                                     |
| Di Muri 89’ | Marcatori | 58’ Lapini 64’ Arcadio 87’ Di Mella |

| Arbitro: | Ingenito (Nocera Inferiore) |

|  |           |              |
|  | Marcatori | 19’ Giordano |

| Arbitro: | Cardella (Torre del Greco) |

|              |           |              |
| Cotroneo 66’ | Marcatori | 86’ Milanese |

| Arbitro: | Borelli (Roma) |

|                                           |           |            |
| Martorella 53’ Bertolotti 58’ Campana 90’ | Marcatori | 4’ Di Muri |

| Arbitro: | D'Agostini (Frosinone) |

|          |           |              |
| Pani 43’ | Marcatori | 21’ Balesini |

| Arbitro: | Silvestrini (Macerata) |

|                     |           |                   |
| Cancellato 37’, 55’ | Marcatori | 52’, 59’ Giordano |

| Novara 18 maggio 1997 34ª giornata | Novara                    | 0 – 0 | Saronno | Stadio Comunale\| Arbitro: \| Cicoianni (Ascoli Piceno) \| |
| Arbitro:                           | Cicoianni (Ascoli Piceno) |       |         |                                                            |

### Play-out
| Novara 1º giugno 1997 Finale - Andata | Novara          | 0 – 0 | Pistoiese | Stadio Comunale\| Arbitro: \| Sputore (Vasto) \| |
| Arbitro:                              | Sputore (Vasto) |       |           |                                                  |

| Arbitro: | Calabrese (Avezzano) |

|              |           |          |
| Fialdini 26’ | Marcatori | 70’ Pani |

### Coppa Italia di Serie C

#### Primo turno
| Arbitro: | Strazzera (Trapani) |

|  |           |               |
|  | Marcatori | 77’ Silvestro |

| Arbitro: | Rosetti (Torino) |

|             |           |                  |
| Guatteo 17’ | Marcatori | 9’ (rig.) Artico |

#### Secondo turno
| Arbitro: | Biasutto (Vicenza) |

|                     |           |                      |
| Carletti 53’ (aut.) | Marcatori | 34’ Fresta 39’ Memmo |

| Alessandria 2 ottobre 1996 Ritorno                                                | Alessandria | 3 – 0 | Novara | Stadio Giuseppe Moccagatta |
| \| \| \| \| \| Notaristefano 61’ (rig.) Bertoni 68’ Fresta 90’ \| Marcatori \| \| |             |       |        |                            |
|                                                                                   |             |       |        |                            |
| Notaristefano 61’ (rig.) Bertoni 68’ Fresta 90’                                   | Marcatori   |       |        |                            |

## Statistiche

### Statistiche di squadra
| Competizione         | Punti | In casa | In casa | In casa | In casa | In casa | In casa | In trasferta | In trasferta | In trasferta | In trasferta | In trasferta | In trasferta | Totale | Totale | Totale | Totale | Totale | Totale | DR  |
| Competizione         | Punti | G       | V       | N       | P       | Gf      | Gs      | G            | V            | N            | P            | Gf           | Gs           | G      | V      | N      | P      | Gf     | Gs     | DR  |
| -------------------- | ----- | ------- | ------- | ------- | ------- | ------- | ------- | ------------ | ------------ | ------------ | ------------ | ------------ | ------------ | ------ | ------ | ------ | ------ | ------ | ------ | --- |
| Serie C1             | 31    | 17      | 4       | 7       | 6       | 15      | 20      | 17           | 1            | 9            | 7            | 9            | 17           | 34     | 5      | 16     | 13     | 24     | 37     | -13 |
| Play-out             | -     | 1       | 0       | 1       | 0       | 0       | 0       | 1            | 0            | 1            | 0            | 1            | 1            | 2      | 0      | 2      | 0      | 1      | 1      | 0   |
| Coppa Italia Serie C | -     | 2       | 0       | 1       | 1       | 2       | 3       | 2            | 1            | 0            | 1            | 1            | 3            | 4      | 1      | 1      | 2      | 3      | 6      | -3  |
| Totale               | -     | 20      | 4       | 9       | 7       | 17      | 23      | 20           | 2            | 10           | 8            | 11           | 21           | 40     | 6      | 19     | 15     | 28     | 44     | -16 |

### Statistiche dei giocatori[4]
| Giocatore      | Serie C1 | Serie C1 | Play-out | Play-out | Coppa Italia Serie C | Coppa Italia Serie C | Totale   | Totale |
| Giocatore      | Presenze | Reti     | Presenze | Reti     | Presenze             | Reti                 | Presenze | Reti   |
| -------------- | -------- | -------- | -------- | -------- | -------------------- | -------------------- | -------- | ------ |
| P. Agazzone    | 2        | 0        | -        | -        | -                    | -                    | 2        | 0      |
| M. Biagianti   | 27       | 0        | 2        | 0        | 3                    | 0                    | 32       | 0      |
| C. Bini        | 33       | -37      | 2        | -1       | 3                    | -3                   | 38       | -41    |
| G. Casabianca  | 30       | 1        | 2        | 0        | 4                    | 0                    | 36       | 1      |
| R. Cau         | 17       | 0        | 2        | 0        | 4                    | 0                    | 23       | 0      |
| G. Coti        | 10       | 1        | -        | -        | 2                    | 0                    | 12       | 1      |
| C. Cotroneo    | 11       | 1        | -        | -        | -                    | -                    | 11       | 1      |
| O. Danesi      | 27       | 2        | -        | -        | 4                    | 0                    | 31       | 2      |
| A. Di Muri     | 33       | 3        | 2        | 0        | 3                    | 0                    | 38       | 3      |
| R. Fantone     | 3        | 0        | 1        | 0        | -                    | -                    | 4        | 0      |
| M. Gheller     | 27       | 1        | 2        | 0        | 2                    | 0                    | 31       | 1      |
| M. Ghizzardi   | 1        | 0        | -        | -        | 1                    | -3                   | 2        | -3     |
| A. Giordano    | 18       | 5        | 2        | 0        | -                    | -                    | 20       | 5      |
| P.M. Granzotto | 2        | 0        | -        | -        | -                    | -                    | 2        | 0      |
| C. Guatteo     | 11       | 0        | -        | -        | 3                    | 1                    | 14       | 1      |
| G. Hervatin    | 15       | 1        | 1        | 0        | -                    | -                    | 16       | 1      |
| V. Lanotte     | 19       | 2        | 2        | 0        | -                    | -                    | 21       | 2      |
| C. Nicolini    | 20       | 0        | 2        | 0        | 2                    | 0                    | 24       | 0      |
| M. Ossari      | 15       | 0        | -        | -        | -                    | -                    | 15       | 0      |
| M. Pani        | 18       | 1        | 1        | 1        | -                    | -                    | 19       | 2      |
| S. Papaccio    | 2        | 0        | -        | -        | 3                    | 0                    | 5        | 0      |
| M. Pellegrini  | 8        | 1        | -        | -        | 1                    | 0                    | 9        | 1      |
| P. Scotti      | 27       | 0        | 2        | 0        | 3                    | 0                    | 32       | 0      |
| P. Silvestro   | 7        | 0        | -        | -        | 4                    | 1                    | 11       | 1      |
| B. Simonelli   | 6        | 1        | -        | -        | 4                    | 0                    | 10       | 1      |
| G. Spinelli    | 25       | 3        | 2        | 0        | -                    | -                    | 27       | 3      |
| E. Tresoldi    | 18       | 0        | 2        | 0        | -                    | -                    | 20       | 0      |
| A. Turato      | 11       | 0        | -        | -        | 4                    | 0                    | 15       | 0      |